# .wiki
.wiki es un nombre de dominio de nivel superior. Fue propuesto en el Programa de nuevos dominios genéricos de alto nivel (gTLD) de la ICANN y estuvo disponible para el público en general el 26 de mayo de 2014. Top Level Design es el registro de nombres de dominio para la cadena.

## Historia
En junio de 2012, Top Level Design presentó una solicitud a la ICANN para el gTLD .wiki. El 7 de noviembre de 2013, ICANN y Top Level Design firmaron un "Acuerdo de Registro", que permite oficialmente a la empresa operar como registro de .wiki. Tras la adquisición, Ray King, director ejecutivo de Top Level Design, afirmó que muchas personas "dentro de la industria de los dominios me dicen que .wiki es su caballo oscuro para un gTLD exitoso", porque ".wiki" describe el formato del sitio. "Entonces, cuando voy a craftbeer.wiki, puedo esperar un sitio vibrante con gente apasionada que discute todo lo relacionado con la elaboración de cerveza. Este no es el caso de craftbeer.com o craftbeer.guru, donde podrías acceder a una tienda, un blog, una guía turística de una cervecería o cualquier cantidad de cosas".
En enero de 2014, ClickZ nombró a .wiki uno de los "10 gTLD principales a tener en cuenta en 2014" por tener el "potencial de proporcionar excelentes espacios de trabajo compartidos y seguros para empresas grandes y pequeñas". La aplicación fue delegada a la zona raíz del DNS el 19 de febrero de 2014. A mediados de marzo, Top Level Design había firmado acuerdos con más de 120 registradores de nombres de dominio para vender nombres .wiki. En mayo se anunció que la Fundación Wikimedia, la organización sin fines de lucro conocida principalmente por albergar Wikipedia, usaría "w.wiki" como acortador de URL. La Fundación también respaldó la propuesta de Top Level Design al Proceso de Evaluación de Servicios de Registro de ICANN para desbloquear 179 cadenas de dos letras que representan códigos de idioma (todas las cadenas de dos caracteres están bloqueadas según el Acuerdo de Registro estándar de ICANN).
Los registros de dominio .wiki estuvieron disponibles sólo para titulares de marcas hasta el 5 de mayo; estuvieron disponibles para el público en general el 26 de mayo de 2014. Según Domain Name Wire, se registraron más de 3.000 dominios .wiki el primer día de disponibilidad general.
Como parte del lanzamiento del gTLD, Top Level Design y YouGov publicaron un informe que concluyó que casi la mitad de los consumidores en el Reino Unido y Estados Unidos tienen "poca o ninguna oportunidad" de colaborar con sus marcas favoritas en línea y prefieren marcas que hacen colaboración en línea disponible para ellos. Un quince por ciento adicional de los consumidores del Reino Unido desearían poder colaborar con sus marcas favoritas en productos futuros. Finalmente, el informe dice que casi una cuarta parte de los consumidores del Reino Unido y Estados Unidos quieren que las empresas soliciten sus ideas para futuros productos y contribuirían a un wiki de marca "si pudieran marcar la diferencia en una organización, marca, servicio o comunidad que les apasiona". . King reconoció su interés en promover la colaboración entre empresas y consumidores, dada la naturaleza colaborativa de los wikis y la adquisición del gTLD .wiki por parte de Top Level Design. Dijo sobre los hallazgos del estudio:
En julio de 2015, .wiki se incluyó en una lista de los "20 mejores gTLD nuevos según la calidad", según datos recopilados de más de 20.000 sitios web desarrollados en dominios de nuevos gTLD, como parte del índice SEO Power Rankings de nuevos gTLD de Globe Runner.

## Objetivo
En su solicitud de 2012, Top Level Design declaró que el propósito del dominio de nivel superior .wiki sería "crear un espacio de Internet designado para wikis. Este gTLD identificará claramente los wikis entre los millones de otros sitios web que pueblan Internet. y permiten a los usuarios de Internet encontrar fácilmente wikis relevantes para sus intereses. Los sitios web wiki son un fenómeno creciente en Internet y un método de producción entre pares innovador y fácil de usar para crear y presentar información. Generalmente son abiertos, editables y a menudo impulsado por la comunidad; además, los wikis individuales y la plataforma wiki están en constante cambio de la misma manera que Internet en su conjunto está en flujo. Los wikis, al igual que Internet en general, son depósitos de información que dependen de cada usuario individual para crear valor; son puntos de encuentro y formas revolucionarias de compartir ideas y conocimientos; y ambos se ampliarán mediante la implementación del Programa de Nuevos gTLD de la ICANN, y un .wiki gTLD específicamente. Creemos que un .wiki gTLD es una adición intuitiva y necesaria a la colección de nuevos gTLD que se agregarán como resultado del Programa de Nuevos gTLD".